# Jésus succombe sous sa croix
Jésus succombe sous sa croix è un cortometraggio del 1903 diretto da Lucien Nonguet e Ferdinand Zecca. Diciannovesimo episodio del film La Vie et la Passion de Jésus-Christ (1903), che è composto da 27 episodi.

## Trama
Gesù è costretto a portare la croce lungo il sentiero, ma la sua debolezza lo fa sprofondare sotto il peso della croce. Simone di Cirene lo aiuta, i soldati li prendono a colpi e calci.